# Hareid (plaats)
'Hareid is een dorp in de gelijknamige gemeente Hareid in de provincie Møre og Romsdal. Het is gelegen aan de oostelijke oever van het eiland Hareidlandet, langs de Sulafjorden. Het is de hoofdplaats van de gemeente

## Kerk

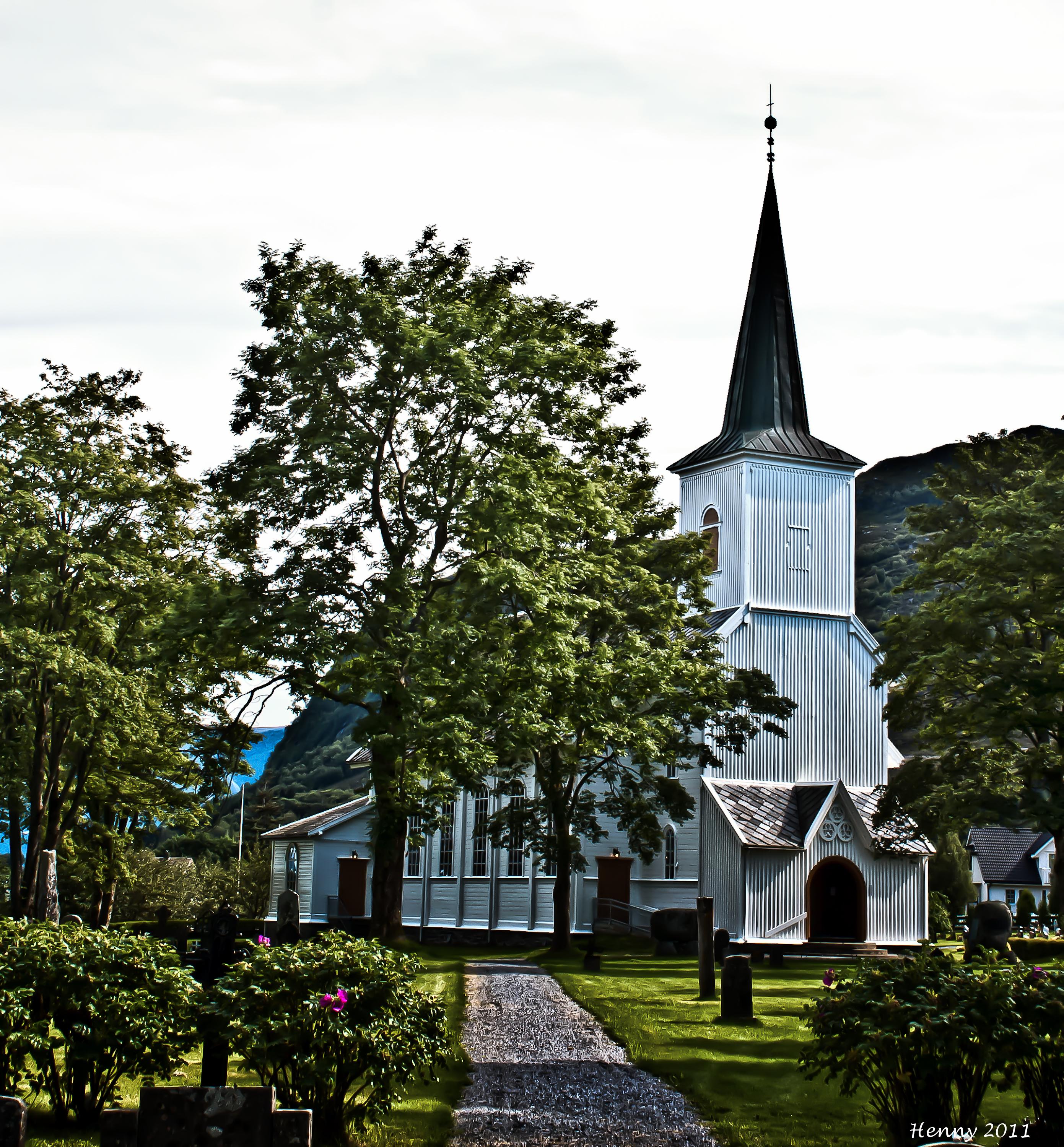

De huidige kerk in het dorp is gebouwd in 1877. Het gebouw is er een uit een serie kerken ontworpen door de van oorsprong Duitse architect Heinrich Ernst Schirmer en de eveneens uit Duitsland afkomstige Wilhelm von Hanno. De eerste kerk uit die serie staat in het dorp Ørsta. De kerk heeft een altaarstuk uit 1660 dat eerder in een kerk in Stavanger heeft gehangen. De huidige kerk heeft in ieder geval twee voorgangers gehad. In 1806 ging de middeleeuwse kerk door brand verloren. In 1807 werd een nieuwe kerk ingewijd. Deze werd in 1877 vervangen door het huidige gebouw.

## Geboren
- Fredrik Aursnes (1995), voetballer